# Phare de Guisi Point
Le phare de Guisi Point ou phare de Luzaran Point est un phare situé sur La Pointe de Guisi dans la ville de Nueva Valencia dans la province de Guimaras, aux Philippines.
Ce phare géré par le Maritime Safety Services Command (MSSC), service de la Garde côtière des Philippines (Philippine Coast Guard).

## Histoire

### Premier phare
C'est une tour cylindrique en fonte de tour cylindrique de 17,5 m qui fut érigé en 1894 à côté d'une maison de gardien en pierre qui est désormais en ruine. Il est inactif et en état de délabrement.

### Deuxième phare
Il a remplacé le premier phare. C'est une tour en poutrelles métalliques sur une base carrée, avec galerie et lanterne de 18 m. Sa lanterne est peinte en blanc. Il est aussi inactif mais en meilleur état de conservation.

## Phare actuel
C'est un tour métallique en forme de sablier, peinte blanche de 11,5 m. Il émet, à une hauteur focale de 34 m, un éclat blanc toutes les 15 secondes. Sa portée n'est pas connue.
C'est une tour cylindrique de 30 m avec un sommet évasé. Avec un plan focal de 58 m, il émet deux éclats blancs toutes les 10 secondes. Sa portée est de 20 milles nautiques (environ 37 km).
Identifiant : ARLHS : PHI-047 ; PCG-.... - Amirauté : F2328 - NGA : 14708.
|               |
| Premier phare |

|                |
| Deuxième phare |

|                                           |
| Localisation de Nueva Valencia (Guimaras) |